# Ziarra

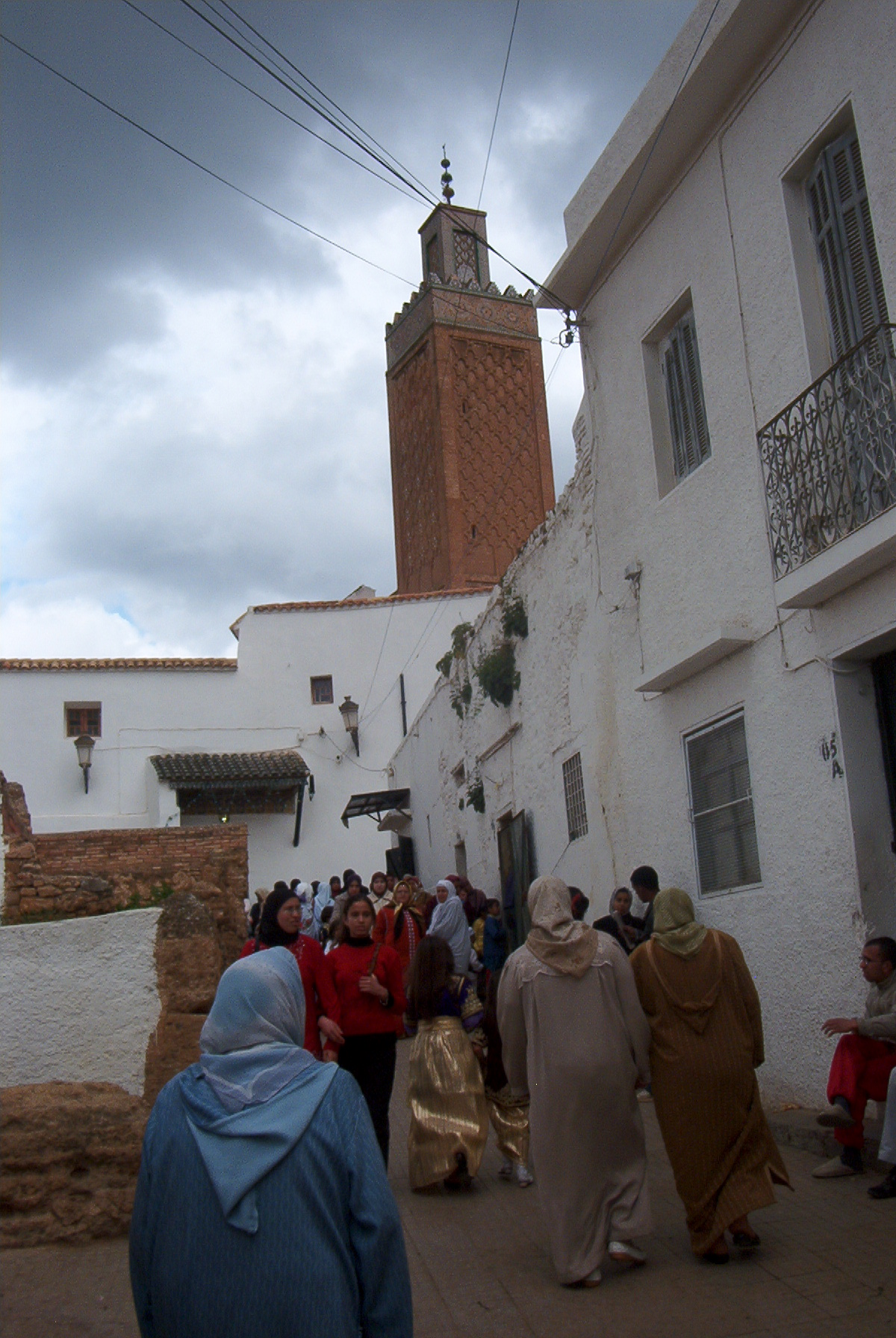
Ziarra au tombeau de Sidi Boumediene à Tlemcen en Algérie

La ziarra (ou ziara ou zi-ya-ra) est une visite pieuse périodique — souvent annuelle — que les musulmans rendent à leur marabout ou à un lieu saint. C'est une journée de recueillement et de prières, mais surtout de renouvellement du pacte de confiance et d’allégeance avec le guide spirituel. 
Par extension (rare), il peut s'agir d'une visite collective à une personne quelconque.

### Filmographie
- Ziara, ou visite à l'aïeul marabout, court-métrage de Taïeb Louhichi, (1973)